# Karl-Schmidt-Rottluff-Gymnasium
Das Karl-Schmidt-Rottluff-Gymnasium ist eine Schule in Chemnitz, seit 2002 benannt nach Karl Schmidt-Rottluff (1884–1976). Mit seiner langjährigen Tradition und wechselvollen Geschichte eng mit Chemnitz verbunden, ist das Gymnasium ein Symbol der Stadt. Seine verschiedenen Namen spiegeln die gesellschaftlichen Wandlungen seit der Gründung wider; aber trotz aller Veränderungen hat der humanistische Gedanke dieser Bildungseinrichtung überdauert.

## Königliches Gymnasium
1868 wurde die Schule auf ein königliches Dekret hin als humanistisches Gymnasium gegründet. Dieses Gymnasium Chemnitiense stand in der Tradition der 1399 eröffneten Lateinschule, die durch ihre humanistische Bildung und Erziehung über Jahrhunderte Generationen von Schülern prägte. Das erste Unterrichtsgebäude stand in der Annaberger Straße 25.
Im Mai 1871 fand die Grundsteinlegung für einen Schulneubau an der Hohen Straße, am Rande des Kaßberges statt – die Baupläne entwarf Landbaumeister Hugo Nauck. Die feierliche Einweihung erfolgte im Oktober 1872. Dieses Gebäude gehört zu den schönsten Gebäuden des Historismus auf dem Kaßberg und liegt in einem parkähnlichen Gelände. Anlässlich der Einweihung erhielt das Gymnasium eine Schulfahne. Ihre Schüler trugen blaue Mützen als äußeres Erkennungszeichen. Stetigkeit und Regelmäßigkeit gehörten zu den wichtigsten Grundsätzen der Arbeit.
Ab 1873 wurde jährlich ein Programm des „Königlichen Gymnasiums zu Chemnitz“ herausgegeben, das immer einen von einem Lehrer verfassten wissenschaftlichen Artikel enthielt und über die Höhepunkte des Schuljahres informierte. Die Anzahl der Schüler stieg ständig, so dass ein Anbau notwendig wurde. Bis 1918 erhielten 1368 Schüler ihr Abitur.
In der Zeit des Ersten Weltkrieges war oft kein geregelter Schulbetrieb möglich. Schüler, die sich als Freiwillige für den Krieg meldeten, mussten Notprüfungen ablegen. Manchmal fiel der Unterricht aus, weil aus Kohlemangel nicht geheizt werden konnte. Die Nachwirkungen des Krieges waren noch einige Jahre spürbar.

## Staatsgymnasium

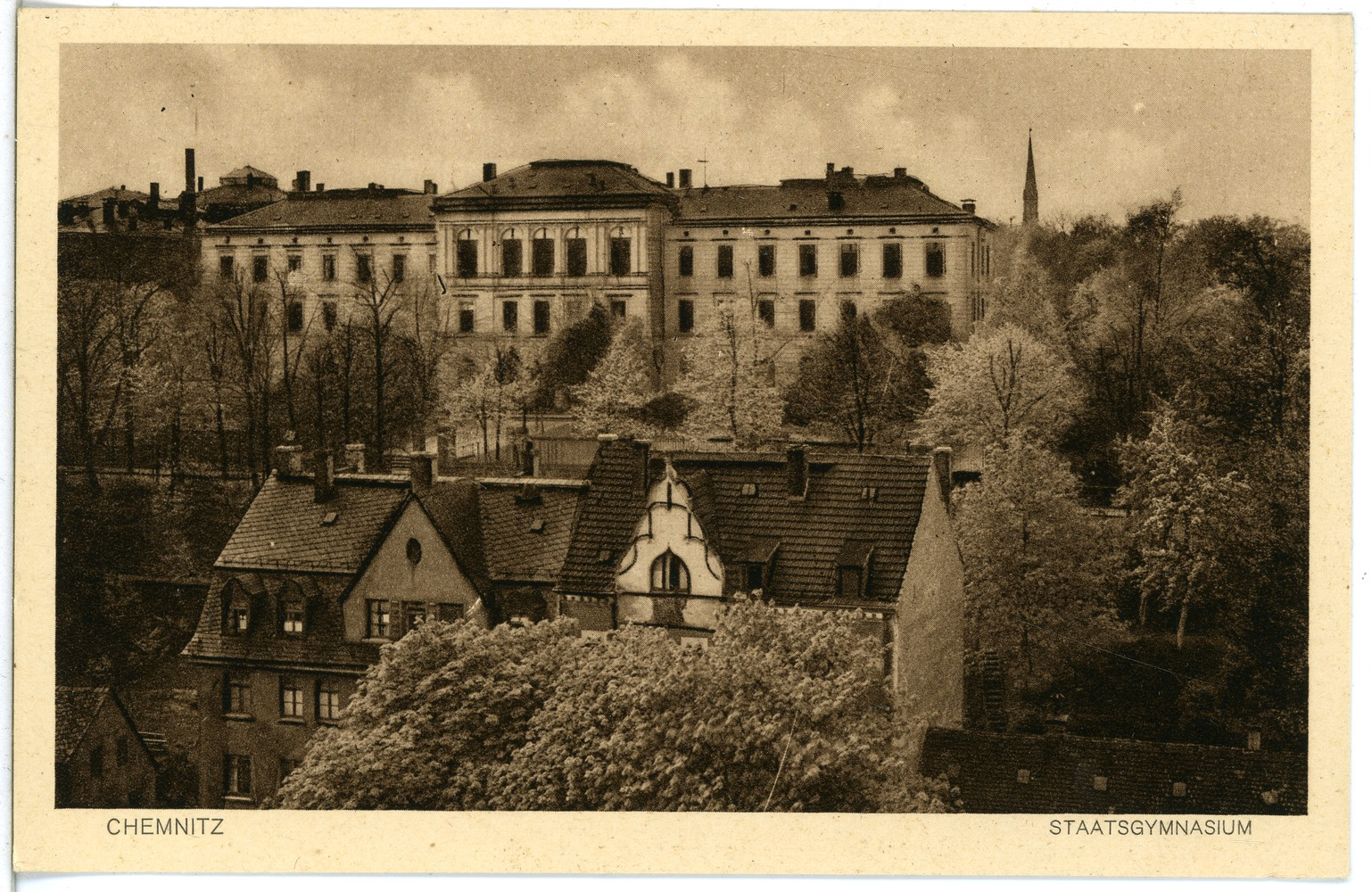
Das Staatsgymnasium 1925

Die neue politische Lage nach dem Ersten Weltkrieg führte auch in der Schule zu Veränderungen: Die Schule wurde zu Beginn der Weimarer Republik in Staatsgymnasium umbenannt. Der Stundenplan wurde verändert; so wurden die Stunden für Deutsch, Geschichte und Erdkunde erhöht, aber die für die alten Sprachen verringert. Trotzdem änderte sich nichts an der humanistischen Ausrichtung des Gymnasiums. In dieser Zeit wurde ein Verein der Freunde des humanistischen Gymnasiums gegründet, der in der Öffentlichkeit für die Schule wirkte. 1922 wurde die erste Schülerin aufgenommen, so dass aus der Lehranstalt für Jungen eine gemischte Schule wurde. Gegen Ende der Weimarer Republik – in den Jahren 1930 bis 1932 – machte sich die Not der Weltwirtschaftskrise auch in der Schule bemerkbar. So kam es zu einer Verkürzung des Unterrichts und zu Einsparungen bei Lehrerstellen und Lehrmitteln. Die darauffolgenden Jahre stellten die Schule jedoch vor noch größere Probleme.

## Staatliches Gymnasium
Mit der Machtübernahme der Nationalsozialisten 1933 veränderte sich der schulische Alltag. In dieser Zeit war es schwierig, dem humanistischen Gedanken des Gymnasiums zu folgen. Als einzige Schule in Chemnitz konnte sie jedoch die Bezeichnung Gymnasium behalten, während die anderen zu Deutschen Oberschulen wurden.
Bereits am 7. März 1933 hisste eine SA-Abteilung die Hakenkreuzfahne am Schulgebäude. Andere Lehrplaninhalte, Appelle mit nationalsozialistischem Charakter bestimmten den Schulalltag, der zunehmend unruhig und hektisch wurde. Die Ideologie der Nationalsozialisten wirkte sich auch auf die Schule aus. So mussten die jüdischen Mitschüler, deren Anteil hoch war, die Schule verlassen. Viele von ihnen fielen in den folgenden Jahren der rassistischen Verfolgung zum Opfer.
Mit dem Ausbruch des Zweiten Weltkrieges 1939 wurden zahlreiche Lehrer sofort und ohne Rücksicht auf den Unterricht eingezogen. Vor allem in den letzten Kriegsjahren war ein normaler Schulbetrieb nicht mehr möglich. So wurde das Gebäude ab 1944 als Kriegslazarett genutzt. Im März 1945 wurde bei den Bombenangriffen auf Chemnitz auch das Gymnasium getroffen, dabei wurden das Dach des Nordflügels und die Turnhalle zerstört.

## EOS „Friedrich Engels“
Mit der Wiederaufnahme des Unterrichts im Herbst des Jahres 1945 begann ein weiteres Kapitel der Schulgeschichte. In der Sowjetischen Besatzungszone und später in der DDR veränderte sich der Bildungsweg zum Abitur, die bis dahin übliche gymnasiale Bildung gab es nicht mehr. Ab der 9. Klasse kamen die Schüler zur Erweiterten Oberschule (EOS), um dann nach insgesamt zwölf Schuljahren ihr Abitur abzulegen.
Zunächst erhielt die Schule 1948 die Bezeichnung Oberschule mit Altsprachenbezug Hohe Straße. 1949 wurde sie in Friedrich-Engels-Oberschule umbenannt, die von den Schülern FES genannt wurde. Die Schule gehörte zu den drei Erweiterten Oberschulen in Chemnitz, wobei sie sich von den anderen beiden durch ihren Bildungsgang unterschied. Sie zeichnete sich durch eine vertiefte sprachliche Bildung aus, denn neben Russisch, Englisch und Französisch wurde auch Tschechisch gelehrt. Der Altsprachenbezug blieb ebenfalls erhalten durch die Fächer Latein und (bis 1966) Griechisch. Diese vertiefte Sprachausbildung war der Grund dafür, dass an dieser Schule zumeist eine vierjährige Ausbildung bis zum Abitur erfolgte. Ausgenommen davon waren die sogenannten R-Klassen mit erweitertem Russischunterricht, deren Schüler nur zwei Jahre Zeit (11.–12. Klasse) bis zum Abitur hatten. Das förderte das Zugehörigkeitsgefühl und ließ eine schulische Identität entstehen. Dazu trugen neben vielen kulturellen Veranstaltungen, die zumeist von der FDJ organisiert wurden, auch die Sommeraufenthalte im Ferienlager Seedorf an der Ostsee bei. Unter Leitung des Musiklehrers Günther Muck entwickelte sich ein hervorragender Schulchor, der neben jährlichen Schulkonzerten in der Aula auch große Chorwerke, wie „Acis und Galatea“ von Georg Friedrich Händel und „Carmina Burana“ von Carl Orff, in den 1960er Jahren zur Aufführung brachte.

## Gymnasium Hohe Straße
Mit der Gründung der Gymnasien in Sachsen 1992 griff die Schule Gedanken der humanistischen Bildung der Lateinschule sowie des humanistischen Gymnasiums wieder auf und unterrichtete als eine der wenigen Schulen in Sachsen Latein ab Klasse 5.
1996 wurde das Gebäude einer Teilrekonstruktion unterzogen. Die Fassade erstrahlte danach in neuem Glanz. Auch die Aula mit ihrem historischen Deckengemälde, das während der Rekonstruktion wiederentdeckt wurde, wurde restauriert.
Trotz dieser Investitionen erwog die Stadt 1997 die Schließung des Gymnasiums, da eine Reduzierung der 1992 entstandenen Gymnasien auf Grund der sinkenden Schülerzahlen notwendig wurde und die Schule nicht die nötigen Räumlichkeiten für eine dreizügige Schule bot. Schüler, Eltern und Lehrer wandten sich gegen diese Schließungspläne mit dem Argument, dass es sich um eine Schule mit einer beispielhaften Tradition handelt, die viele bedeutende Persönlichkeiten hervorgebracht hat. In dieser Zeit haben der Schulförderungsverein und ein Bürgerverein, der zum Zweck der Erhaltung des Gymnasiums Hohe Straße gegründet wurde, mit vielfältigen Initiativen unter Einbeziehung ehemaliger Schüler aus der ganzen Welt einen entscheidenden Beitrag für den Fortbestand der Schule geleistet. Außerdem sind viele innovative Ideen zur Gestaltung von Schule entstanden. Dazu gehörten Gedanken zur Ausgestaltung der Abiturstufe unter den Bedingungen einer kleineren Schule, eine Fremdsprachenkonzeption, die Entwicklung der Schule zu einem kulturellen Zentrum und auch das Ringen um den Titel Schule ohne Rassismus – Schule mit Courage, der dem humanistischen Gedanken Rechnung trägt.
In einem Grußwort anlässlich der Feierlichkeiten „600 Jahre gelehrter Unterricht in Chemnitz“ sprach sich der damalige Oberbürgermeister Peter Seifert 1999 für die Erhaltung der Schule aus:
„Die Chemnitzer Öffentlichkeit und die Stadtverwaltung haben sich in der Diskussion der letzten Jahre zum Fortbestand des Gymnasiums Hohe Straße bekannt. Wir streben an, durch den Um- und Ausbau eines zweiten Objekts bis zum Jahre 2002 diesen gymnasialen Standort zu sichern. (…) Denn das Gymnasium Chemnitiense auf dem Kaßberg und die Stadt Chemnitz gehören unwiderruflich zusammen.“

## Karl-Schmidt-Rottluff-Gymnasium

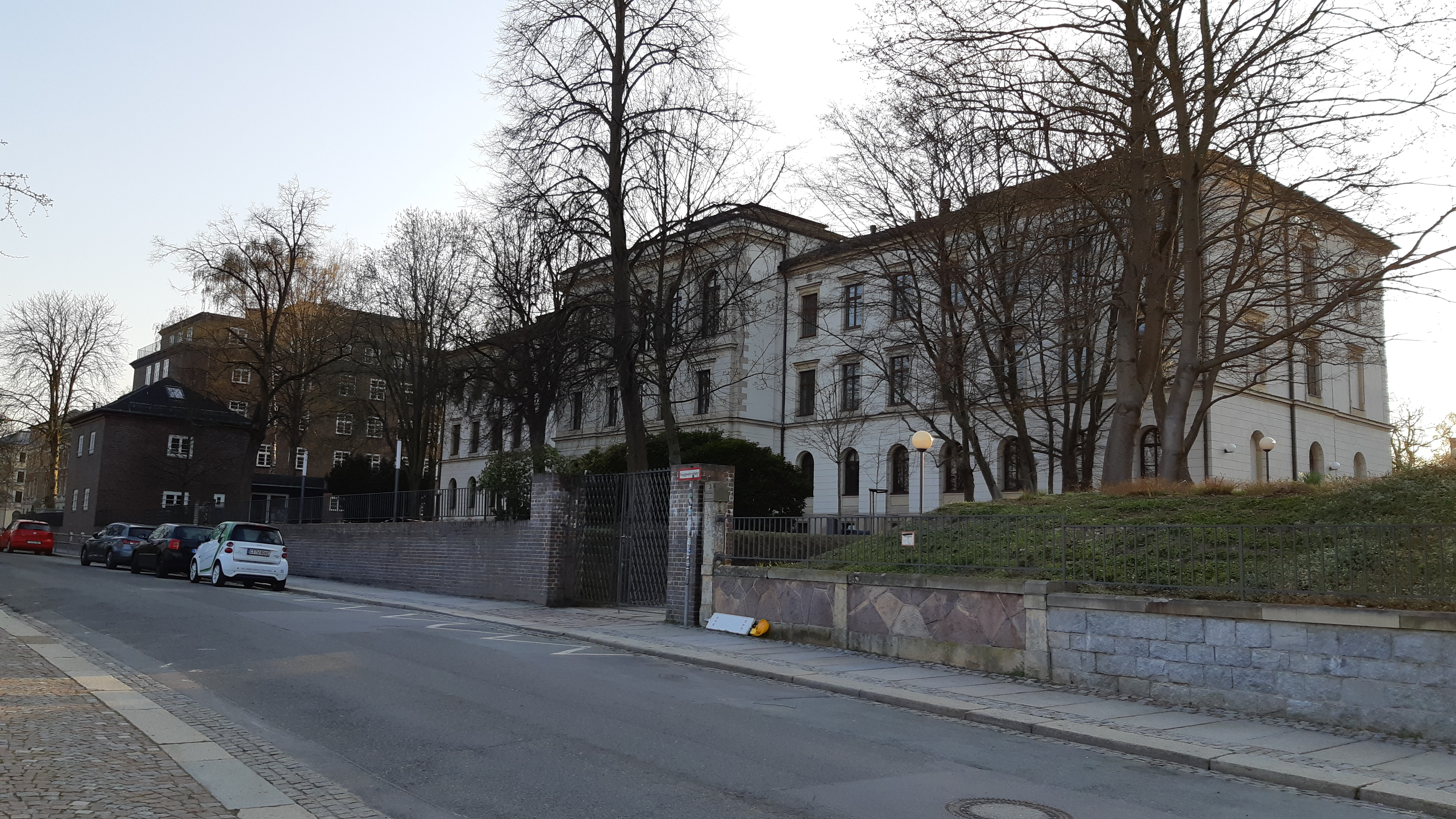
Das Schulgebäude Hohe Straße 25 (Haus 1) im April 2020

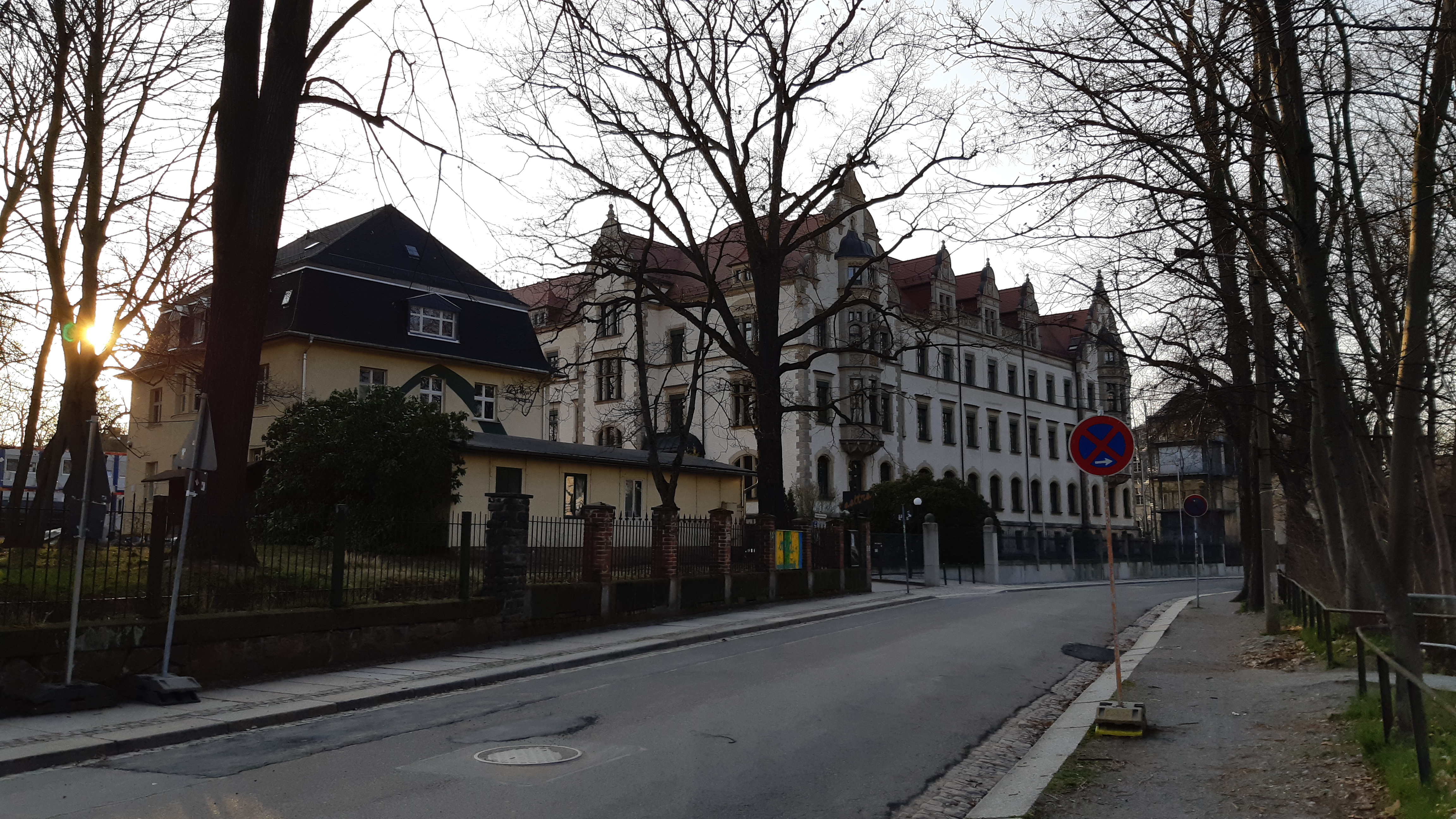
Hohe Straße Nr. 33 und 35, letzteres derzeit genutzt vom Karl-Schmidt-Rottluff-Gymnasium (2020)

Im Jahr 2002 mit Beginn des neuen Schuljahres wurde dieses neue Gebäude (Hohe Straße 35), das vollständig saniert und nach modernsten Gesichtspunkten eingerichtet ist, Teil der Schule. Anlässlich der Einweihung dieses Schulgebäudes, in dem die Klassen 5 bis 7 unterrichtet werden, erhielt die Schule den Namen des Malers Karl Schmidt-Rottluff.
Mit Beginn des Schuljahres 2005/2006 wurde das Stammhaus aus bautechnischen Gründen geschlossen. So musste ein Teil der Schule ausgelagert werden. Gleichzeitig erfolgte die Fusion mit dem Gottfried-Leibniz-Gymnasium, das als gymnasialer Standort aufgehoben wurde. Bis zur Fertigstellung der Sanierungsarbeiten am Gebäude Hohe Straße 25 wurden die Klassen 8 bis 12 in den Gebäuden des ehemaligen Leibniz-Gymnasiums an der Irkutsker Straße unterrichtet. Im Januar des Jahres 2007 begann die Sanierung des Inneren des Stammhauses und wurde im Sommer 2008 abgeschlossen. Zu den weiteren Bauvorhaben gehörten die Turnhalle, das Mehrzweckgebäude, das ehemals als Hausmeisterwohnung diente, und die Neugestaltung des Außengeländes einschließlich des Sportplatzes. Im Sommer 2008 kehrten die Schüler und Lehrer in das Gebäude Hohe Straße 25 zurück.

## Ehemalige Schüler
- Fritz Fischer (1911–1968), Grafiker und Illustrator
- Alexander Gauland (* 1941), Politiker (AfD)
- Stephan Hermlin (1915–1997), Schriftsteller
- Stefan Heym (1913–2001), Schriftsteller
- Friedrich H. Hofmann (1934–2024), Lehrer, Philatelist und Heimatforscher
- Bruno Kalitzki (1890–1953), Architekt
- Ernst Günther Mohr (1904–1991), Diplomat
- Karl Schmidt-Rottluff (1884–1976),[2] Maler des Expressionismus
- Udo Steinberg (1877–1919), Ingenieur, Sportler und Sportfunktionär
- Heinrich Sturm (1860–1917), Verwaltungsjurist und Kommunalpolitiker, Oberbürgermeister von Chemnitz
- Wolf Sturm (1921–2013),[3] Arbeitsmediziner
- Ernst Stuck (1893–1974), Reichszahnärzteführer

## Ehemalige Lehrer
- Curt August Gehlert  (1842–1899), Rektor, klassischer Philologe
- Günter Spranger (1921–1992), Schriftsteller
- Eske Bockelmann (* 1957), Autor

## Schulpartnerschaften
- Judge Memorial High School in Salt Lake City, Utah (USA)
- Juhannuskylän koulu in Tampere (Finnland)
- Summer Fields School Kailash Colony, New Delhi, Indien
- Luttrellstown Community College, Dublin, Irland
- Collège Albert Debeyre, Marquette-lez-Lille, Frankreich